# Acrocercops pyrigenes
Acrocercops pyrigenes là một loài bướm đêm thuộc họ Gracillariidae. Loài này có ở Queensland.